# Étendard de Brest
Maillots
| \| Brest \| La ville de Brest en France |
| Brest                                   |

L'Étendard de Brest est un ancien club professionnel français de basket-ball, basé à Brest (Finistère), fondé en 1952 et disparu en 2016. Champion de France de Pro B en 2005, le club évolue pour la première et unique fois de son histoire en Pro A en 2005-2006. Après être descendu en Nationale Masculine 1 en 2010, l'équipe subit une rétrogradation administrative en 2012 en Nationale Masculine 3 avant de définitivement déposer le bilan en 2016. La partie amatrice du club refait surface sous le nom d'Étendard 1952.

## Historique du club

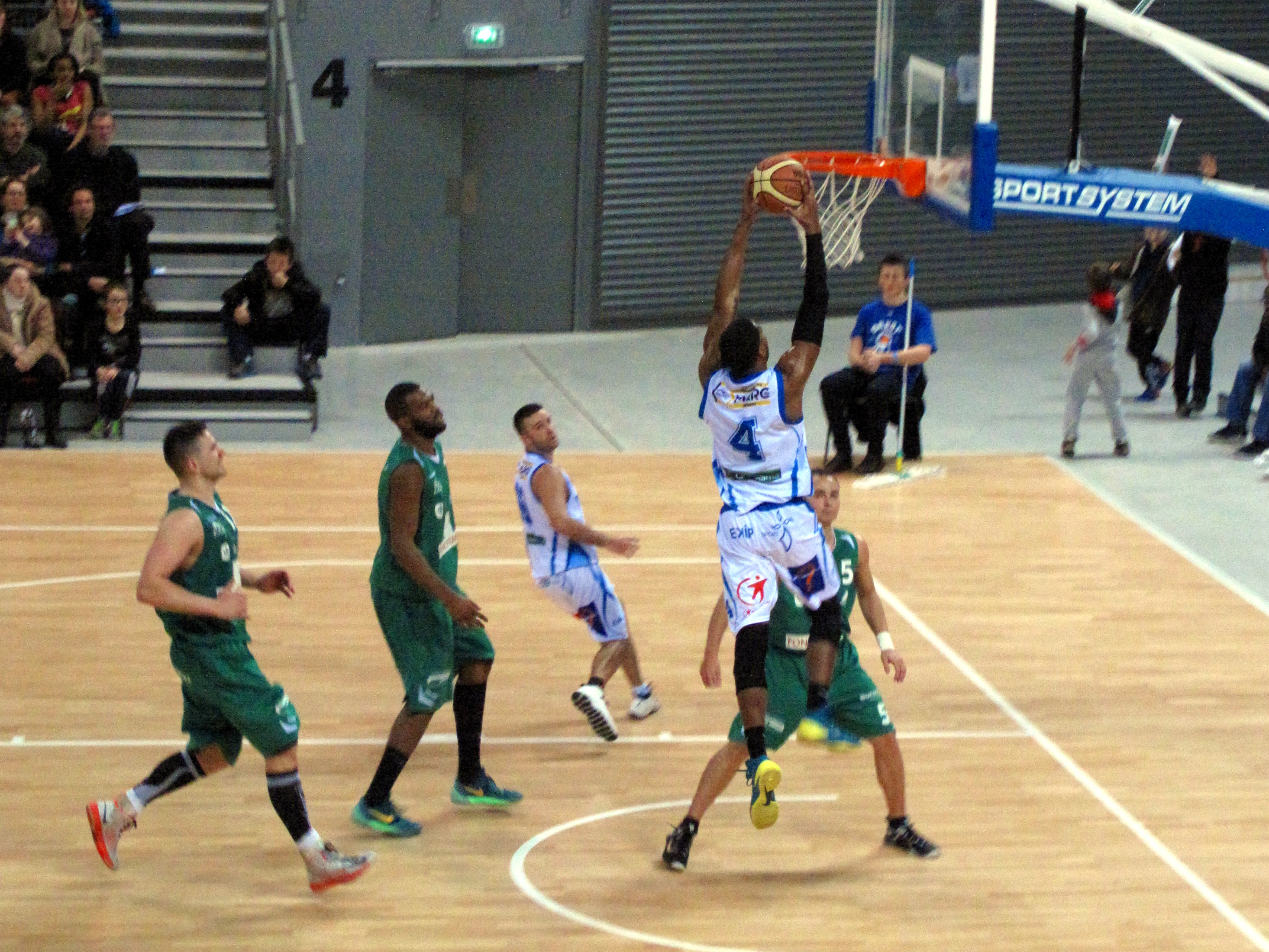
Match contre Ardres le 16 janvier 2016 dans la salle de Brest Arena.

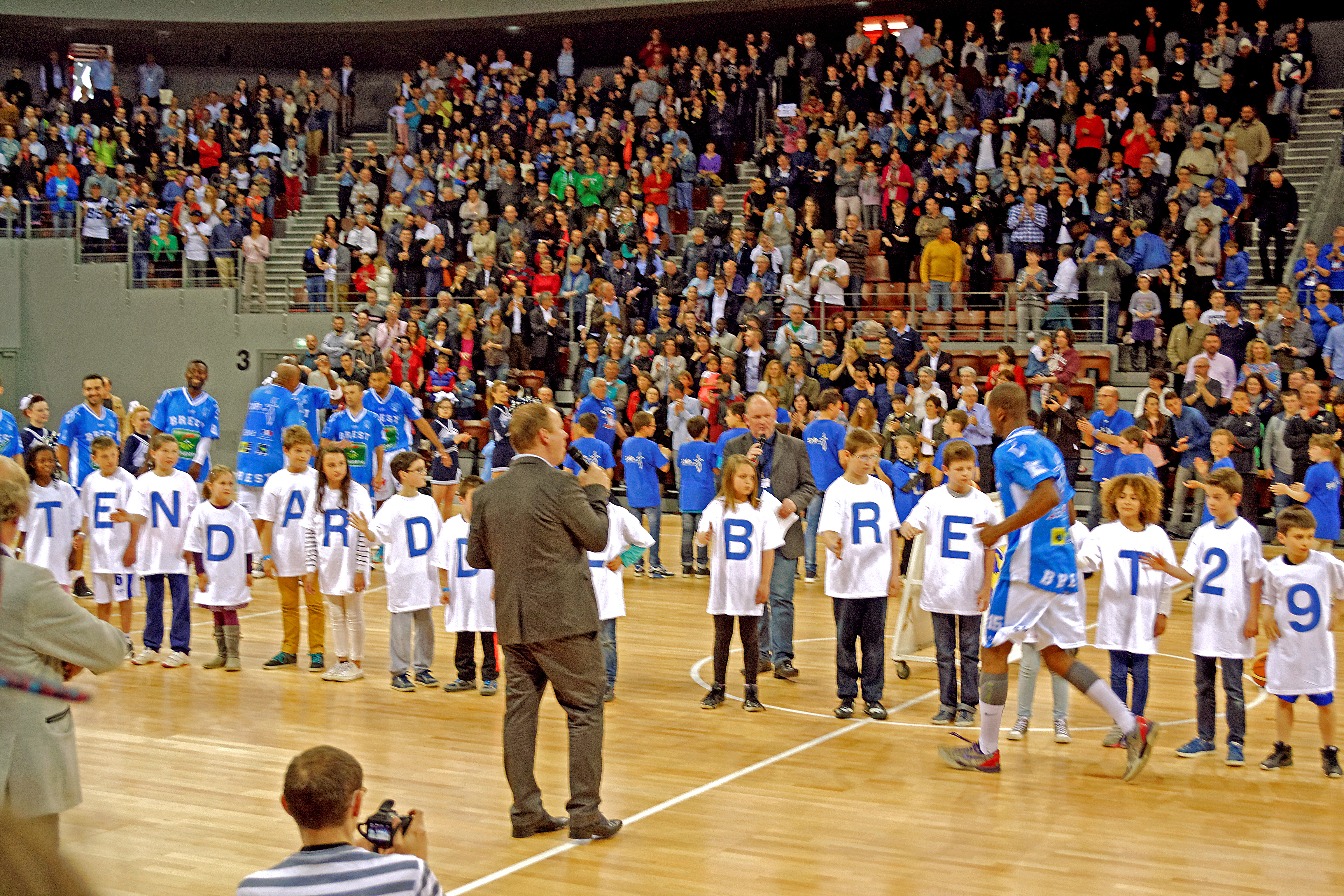
Premier match dans la salle Brest Arena de 5000 places en 2015.

L’Étendard de Notre-Dame-de-Bonne-Nouvelle de Kerinou est un patronage créé par Joseph Tanguy le 19 mai 1952. Le club change de nom en 1970 pour devenir l’Étendard de Brest. Un changement qui anticipe une belle ascension puisque le club passe d'excellence départementale à Nationale 3 de 1970 à 1974.
En 1987, l'équipe accède à la Nationale A, mais perd son mentor Joseph Tanguy qui décède cette année-là. Son fils, Jean-Paul Tanguy prendra sa succession à la présidence en 1988.
En 1993, Brest monte en Nationale A2, mais n'y reste qu'une saison (avec un difficile bilan de 3 victoires pour 31 défaites). 
Puis, l'Étendard retrouve en 1995 cette Pro B qu'il ne quitte plus jusqu'en 2005 et sa montée en Pro A. Brest fait partie, entre 1995 et 2004, des clubs luttant chaque saison pour le maintien (seulement trois participations aux playoffs en 2001, 2004 et 2005) la faute à un budget souvent limité et au départ systématique de ses meilleurs joueurs pendant l'inter-saison. Pour survivre, Brest pratique un jeu rapide et débridé, négligeant souvent la défense.
En 1996, au retour de déplacement à Roanne, Jean-Paul Tanguy décède dans un accident de voiture. Son frère Yvon Tanguy, devient le nouveau président de l'Étendard pendant 4 ans. Lui succéderont Éric Lemoine en 2000 et Christian Lemasson en 2002. 
Puis survient la saison 2004-2005 où Yves-Marie Vérove, entraîneur depuis 10 ans au club, va écrire, avec l'aide de ses fils Jimmy et Franck, la plus belle histoire de l'Étendard de Brest.
L'équipe enchaîne 17 victoires consécutives (un record national jamais atteint), invaincu à domicile, et gagne sa place pour une montée en Pro A (bilan final de 27 victoires pour 5 défaites). Lors de la finale à Bercy, Brest remporte le titre de Champion de France de Pro B face à l'ALM Évreux Basket.
La saison 2005-2006 en Pro A est difficile et Brest redescend l'année suivante (finissant avant-dernier avec 7 victoires pour 27 défaites). 
En 2006-2007, avec son nouvel entraîneur, Ron Stewart, l'Étendard devient une valeur sûre de la deuxième division française, se classant cinquième mais se faisant éliminer par Rouen au premier tour des playoffs.
La saison 2009-2010 est très difficile, dernier au classement de Pro B, Brest descend en Nationale 1 pour la saison 2010-2011. L'équipe échoue en finale des play-off et reste donc en Nationale 1. La saison suivante est marquée par des résultats sportifs mitigés et un redressement judiciaire de la SASP qui est liquidée par décision du tribunal de commerce de Brest le 25 mai 2012. Le club est rétrogradé en Nationale 3.
Lors de sa deuxième saison en N3, le club accède à la Nationale 2 le 1er mars 2014, avec le capitaine Brice Vounang qui a connu la dernière saison en Pro B et Jimmy Vérove qui a connu la montée en Pro A.
En mai 2016, après une seconde saison en NM2, conclue par un maintien sportif, le club dépose le bilan à l’issue des conclusions d’un second contrôle Ursaff. Ce dépôt marque la fin de l'association « Étendard de Brest 29 ». Une nouvelle association voit le jour sous le nom de Étendard 1952 et repart, forte de 180 licenciés, avec une équipe en Régionale masculine 2.

### Le logo, les couleurs

Les couleurs du club sont le bleu et le blanc. Son slogan est « La Breizh Team, un basket du tonnerre », la Breizh Team étant le surnom donné à l'équipe par les supporters.

### La salle, le «chaudron» de Cerdan

« Breizh Tifosi », association de supporters de l'Étendard

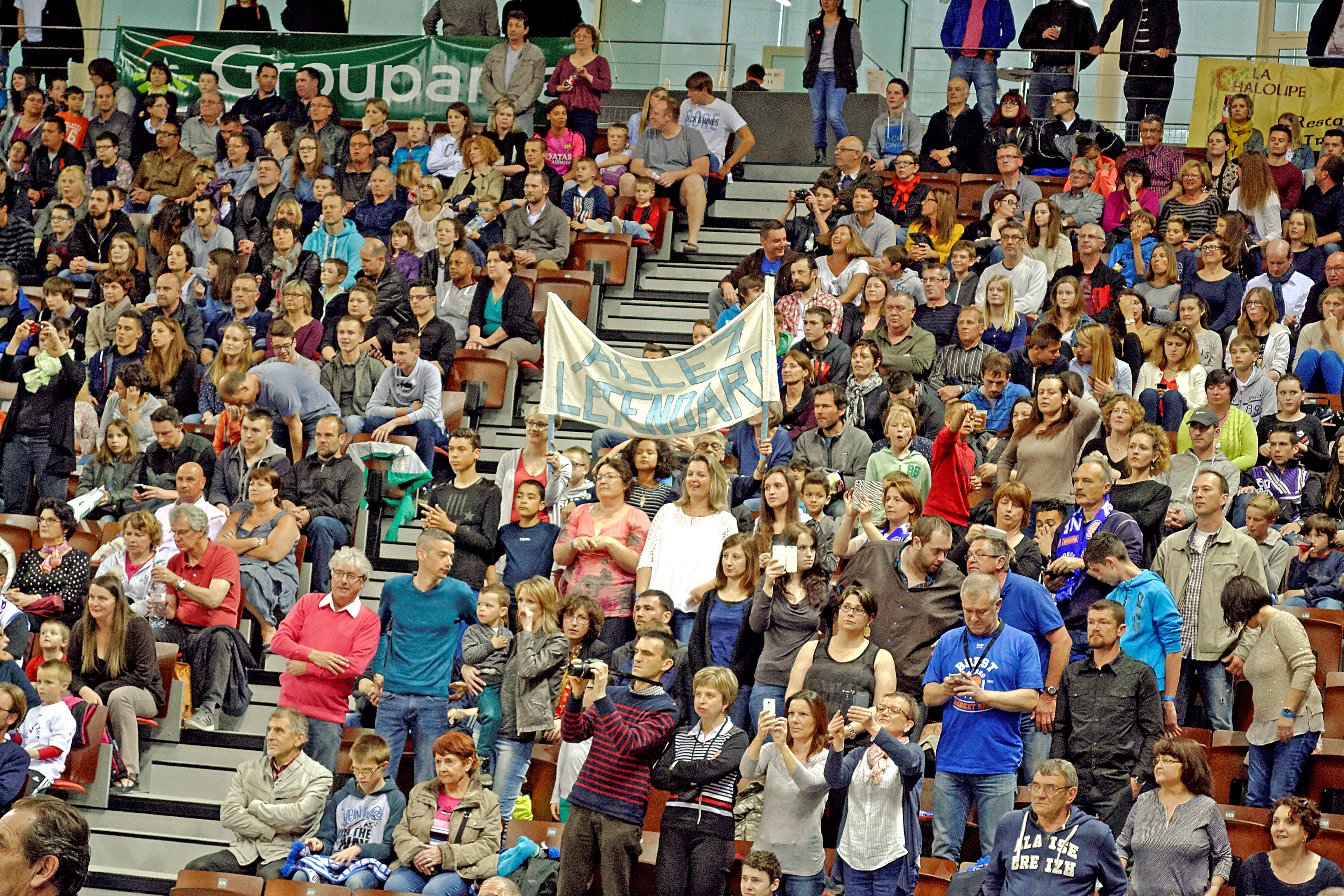
Spectateurs dans les gradins de Brest Arena

Le club a vécu ses grands moments des années 1990 et 2000 dans la salle Marcel-Cerdan. Le projet de grande salle de basket à Brest a abouti en 2014 à l'inauguration de la salle multifonctions Brest Arena. L'Étendard de Brest y joue un premier match en 2015 et un second en 2016. Sa situation sportive et financière ne lui permet pas d'occuper la grande salle en dehors de matchs de galas.

## Bilan saison par saison

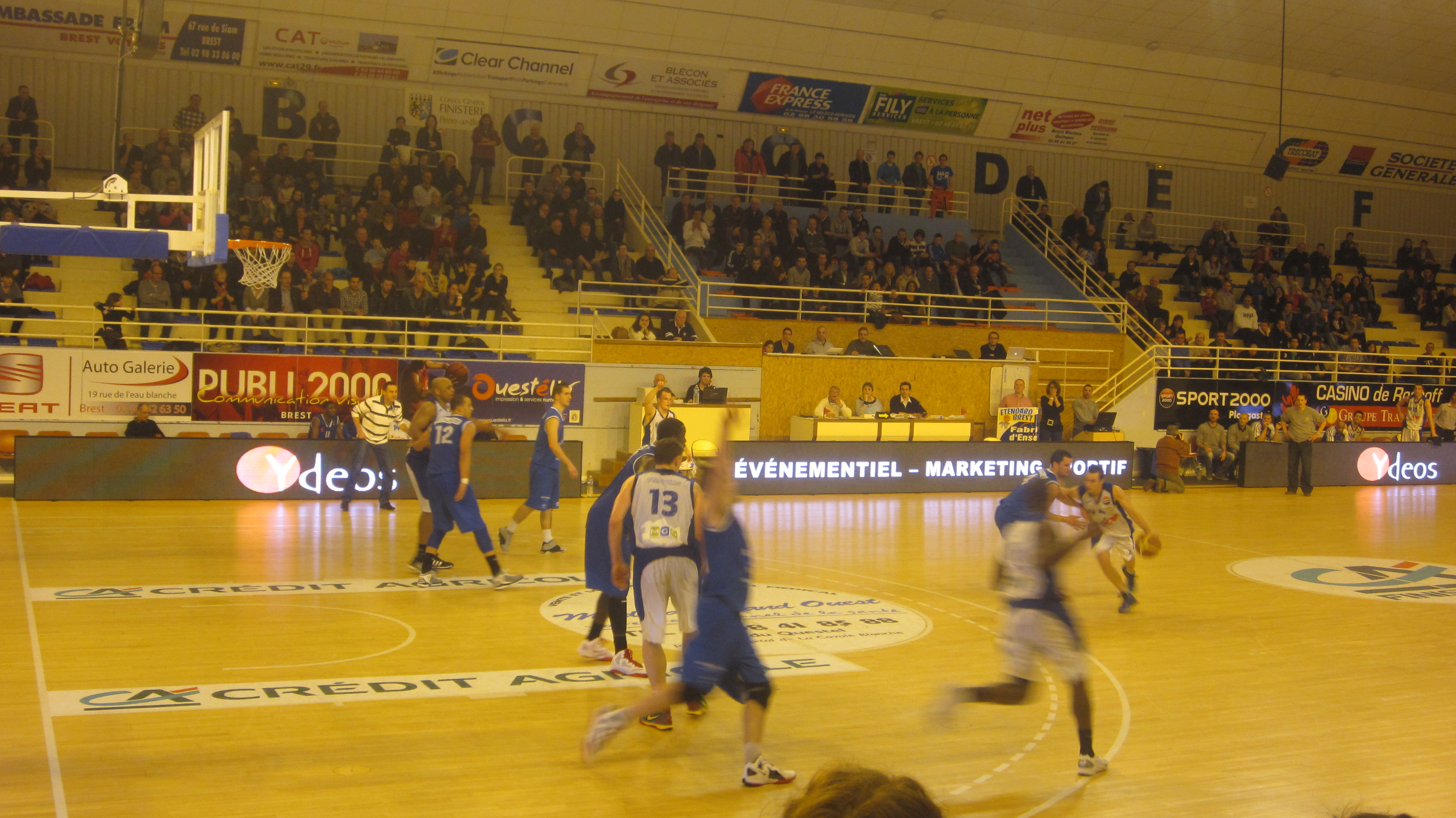
L'Étendard en 2012 (NM1)

| Saison | Div.          | Clas. | %Vic | Vic | Def | Playoffs        | Coupe de France | Entraîneur                  |
| --- | ------------- | ----- | ---- | --- | --- | --------------- | --------------- | --------------------------- |
| Cette section est vide, insuffisamment détaillée ou incomplète. Votre aide est la bienvenue ! Comment faire ? |               |       |      |     |     |                 |                 |                             |
| 1993-1994 | 2 Pro B       | 18e   | 9%   | 03  | 31  | -               | ?               | Jerry Line                  |
| 1994-1995 | 3 Nationale 2 | 2e    | 77%  | 23  | 07  | -               | ?               | Yves-Marie Vérove           |
| 1995-1996 | 2 Pro B       | 9e    | 46%  | 13  | 15  | -               | ?               | Yves-Marie Vérove           |
| 1996-1997 | 2 Pro B       | 11e   | 40%  | 12  | 18  | -               | 16e de finale   | Yves-Marie Vérove           |
| 1997-1998 | 2 Pro B       | 10e   | 47%  | 16  | 18  | -               | 32e de finale   | Yves-Marie Vérove           |
| 1998-1999 | 2 Pro B       | 17e   | 37%  | 14  | 24  | -               | 16e de finale   | Yves-Marie Vérove           |
| 1999-2000 | 2 Pro B       | 15e   | 35%  | 12  | 22  | -               | 32e de finale   | Yves-Marie Vérove           |
| 2000-2001 | 2 Pro B       | 8e    | 57%  | 17  | 13  | 1er tour        | Demi-finale     | Yves-Marie Vérove           |
| 2001-2002 | 2 Pro B       | 15e   | 30%  | 09  | 21  | -               | 16e de finale   | Yves-Marie Vérove           |
| 2002-2003 | 2 Pro B       | 9e    | 47%  | 14  | 16  | -               | 16e de finale   | Yves-Marie Vérove           |
| 2003-2004 | 2 Pro B       | 8e    | 50%  | 15  | 15  | 1er tour        | 16e de finale   | Yves-Marie Vérove           |
| 2004-2005 | 2 Pro B       | 1er   | 84%  | 27  | 05  | Champion        | Quart de finale | Yves-Marie Vérove           |
| 2005-2006 | 1 Pro A       | 17e   | 21%  | 07  | 27  | -               | 32e de finale   | Yves-Marie Vérove           |
| 2006-2007 | 2 Pro B       | 5e    | 56%  | 19  | 15  | Quart de finale | 16e de finale   | Ron Stewart                 |
| 2007-2008 | 2 Pro B       | 11e   | 50%  | 17  | 17  | -               | 16e de finale   | Ron Stewart Noam Rudman     |
| 2008-2009 | 2 Pro B       | 10e   | 47%  | 16  | 18  | -               | 16e de finale   | Noam Rudman                 |
| 2009-2010 | 2 Pro B       | 18e   | 26%  | 09  | 25  | -               | 16e de finale   | Noam Rudman Hugues Occansey |
| 2010-2011 | 3 NM1         | 5e    | 62%  | 21  | 13  | Finaliste       | 32e de finale   | Freddy Massé                |
| 2011-2012 | 3 NM1         | 9e    | 53%  | 18  | 16  | -               | 32e de finale   | Freddy Massé                |
| 2012-2013 | 5 NM3 Poule F | 2e    | 73%  | 16  | 06  | -               | Non qualifié    | Yannick Stéphan             |
| 2013-2014 | 5 NM3 Poule F | 1er   | 100% | 22  | 00  | Champion        | Non qualifié    | Yannick Stéphan             |
| 2014-2015 | 4 NM2 Poule C | 8e    | 46%  | 12  | 14  | -               | Non qualifié    | Yannick Stéphan             |
| 2015-2016 | 4 NM2 Poule C | 5e    | 54%  | 14  | 12  | -               | Non qualifié    | Yannick Stéphan             |
| Disparition du club                                                                                           |               |       |      |     |     |                 |                 |                             |

| Saison    | Championnat | Résultat                                        |
| --------- | ----------- | ----------------------------------------------- |
| 2000-2001 | 2 Pro B     | Défaite au 1er tour contre Évreux (Pro A) (0-3) |
| 2003-2004 | 2 Pro B     | Défaite au 1er tour contre Besançon (1-2)       |
| 2004-2005 | 2 Pro B     | Champion de France contre Évreux (77-67)        |
| 2006-2007 | 2 Pro B     | Défaite au 1er tour contre Rouen (1-2)          |
| 2010-2011 | 3 NM1       | Défaite en finale contre Saint-Étienne (61-89)  |
| 2013-2014 | 5 NM3       | Champion de France                              |

## Palmarès
- Coupe de France
  - Demi-finaliste (1) : 2001

- Championnat de France de Pro B (2e échelon)
  - Champion (1) : 2005

- Championnat de France de Nationale masculine 3 (5e échelon)
  - Champion (1) : 2014

## Joueurs marquants
Vous pouvez consulter la liste des joueurs de l'Étendard de Brest sur la page suivante :  Liste des joueurs de l'Étendard de Brest.
- Sherman Gay
- Kenny Younger
- Tommy Gunn
- J. J. Miller
- Tyson Patterson
- Eric Schmieder
- Ismaïla Sy
- Fabien Fond
- Stephen Brun
- Jérôme Schmitt
- Patrick Haquet
- Jimmy Vérove
- Franck Vérove
- Abdoulaye Badiane
- Aaron Cel
- Tuukka Kotti

## Entraîneurs

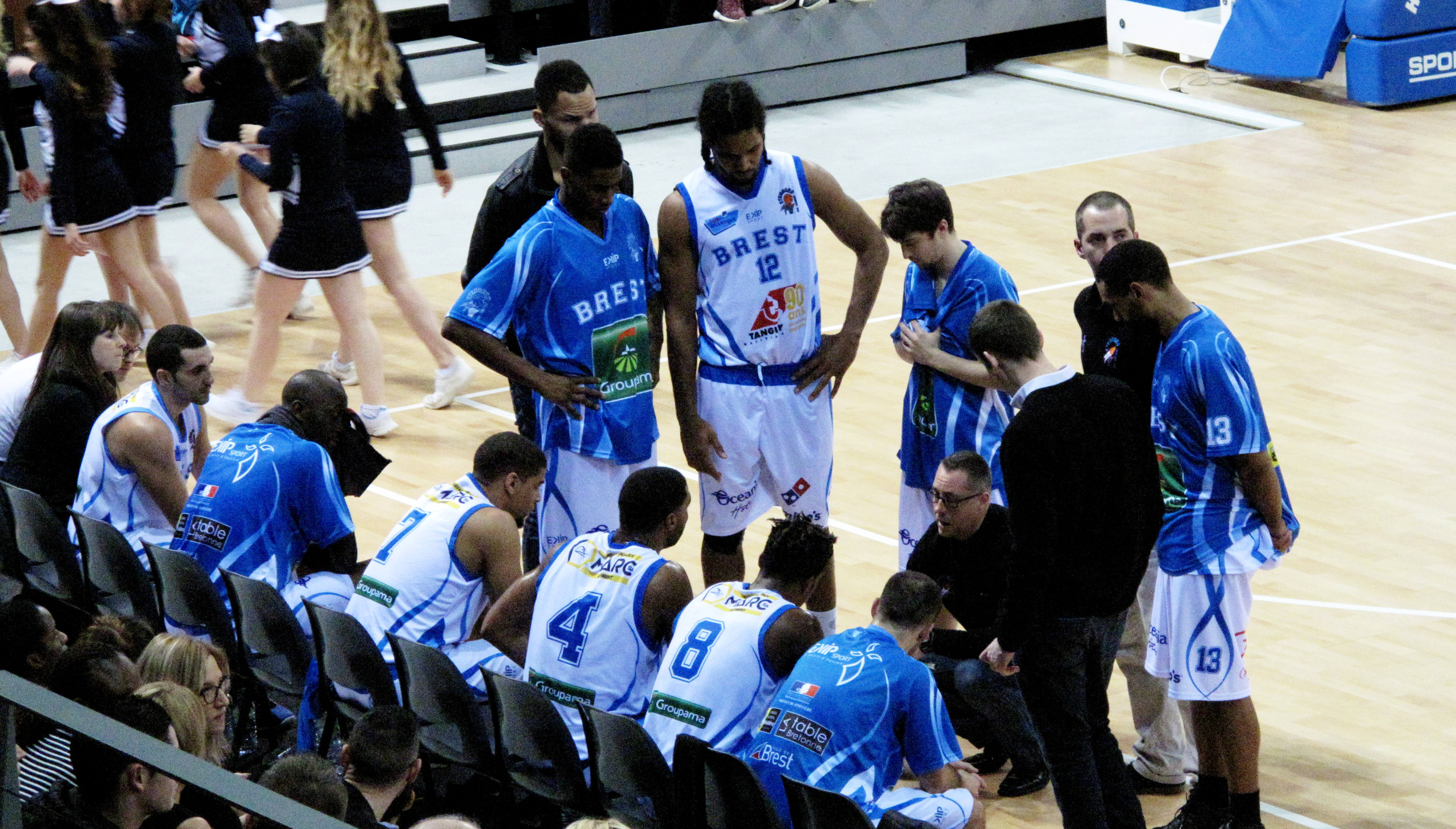
Temps mort demandé par Yannick Stéphan lors du match du 16 janvier 2016 à Brest Arena contre Ardres.

- 1993 - 1994 :  - Jerry Line
- 1995 - 2005 :  - Yves-Marie Vérove
- 2006 - 2007 :  - Ron Stewart
- 2008 - 2010 :  - Noam Rudman
- 2010 :  - Aymeric Delsarte
- 2010 :  - Hugues Occansey
- 2010 - 2012 :  - Freddy Massé
- 2012 - 2016 :  - Yannick Stéphan

## Présidents
| Dates     | Présidents         |
| --------- | ------------------ |
| 1952-1987 | Joseph Tanguy      |
| 1988-1996 | Jean-Paul Tanguy   |
| 1996-2000 | Yvon Tanguy        |
| 2000-2002 | Eric Lemoine       |
| 2002-2009 | Christian Lemasson |
| 2009-2010 | François Derrien   |
| 2010-2012 | Tanguy Leconte     |
| 2012-2015 | Yvon Tanguy        |
| 2015-2016 | Hélène Penguilly   |

## Statistiques collectives records en LNB
Voici les records collectifs réalisés par l’Étendard de Brest en Pro B et en Pro A, entre 2004 et 2010, recensés par la Ligue nationale de basket-ball.
| Statistique             | Record | Adversaire    | Date             |
| ----------------------- | ------ | ------------- | ---------------- |
| Points                  | 115    | Évreux        | 24 novembre 2006 |
| Tirs à 2 points réussis | 35     | 3 fois        | 3 fois           |
| Tirs à 2 points tentés  | 60     | Antibes       | 9 mai 2007       |
| Tirs à 3 points réussis | 15     | 3 fois        | 3 fois           |
| Tirs à 3 points tentés  | 34     | Évreux        | 12 juin 2005     |
| Lancers-francs réussis  | 31     | 2 fois        | 2 fois           |
| Lancers-frances tentés  | 39     | Lille         | 7 novembre 2009  |
| Rebonds offensifs       | 20     | Mulhouse      | 3 avril 2007     |
| Rebonds défensifs       | 34     | 2 fois        | 2 fois           |
| Rebonds totaux          | 46     | 2 fois        | 2 fois           |
| Passes décisives        | 30     | Golbey-Epinal | 12 mai 2005      |
| Interceptions           | 17     | Lille         | 7 novembre 2009  |
| Dunks                   | 7      | 6 fois        | 6 fois           |
| Minutes jouées          | 50     | Lille         | 7 novembre 2009  |